# Śródmieście (Łódź)

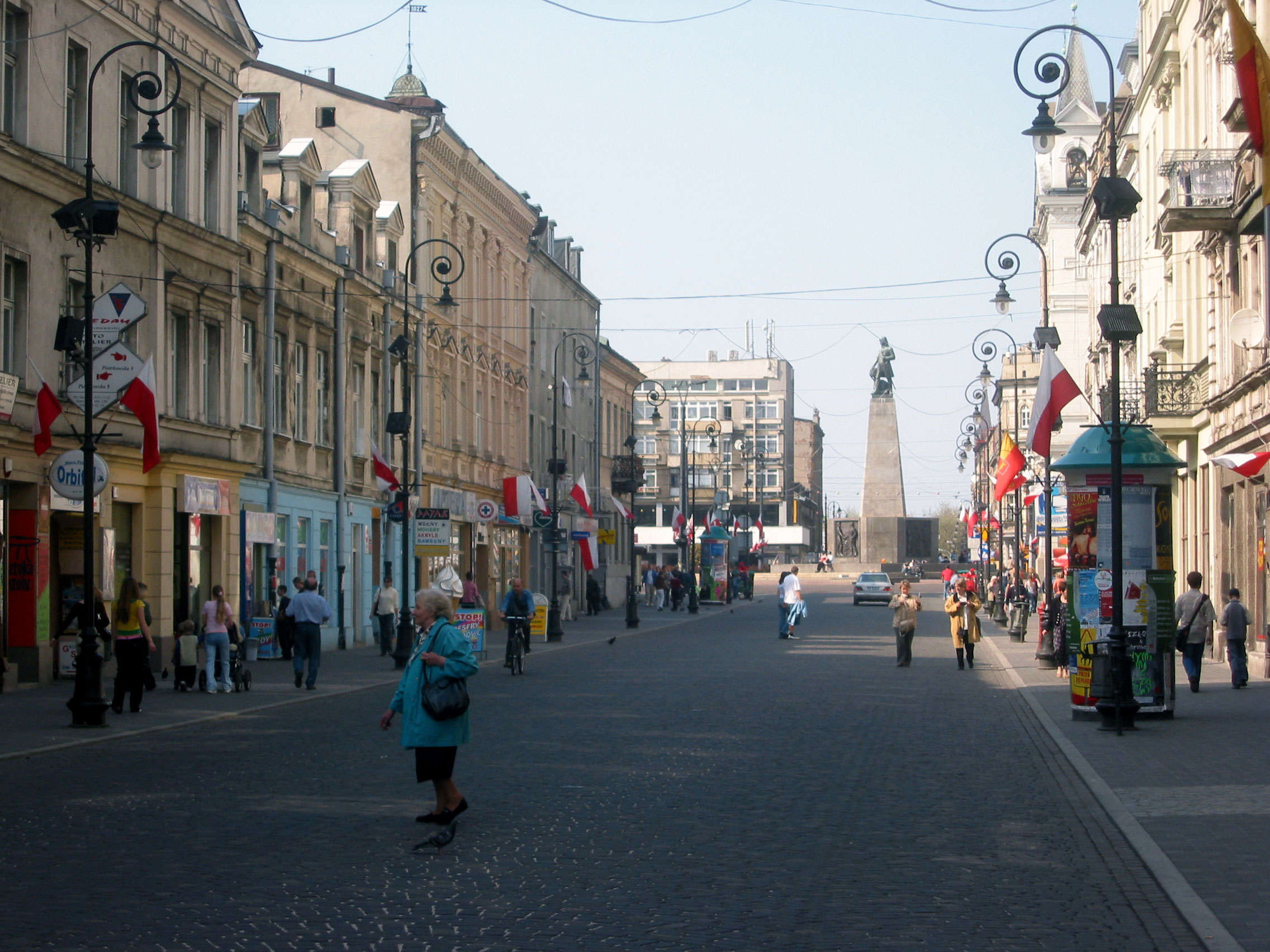
ulica Piotrkowska, w tle plac Wolności

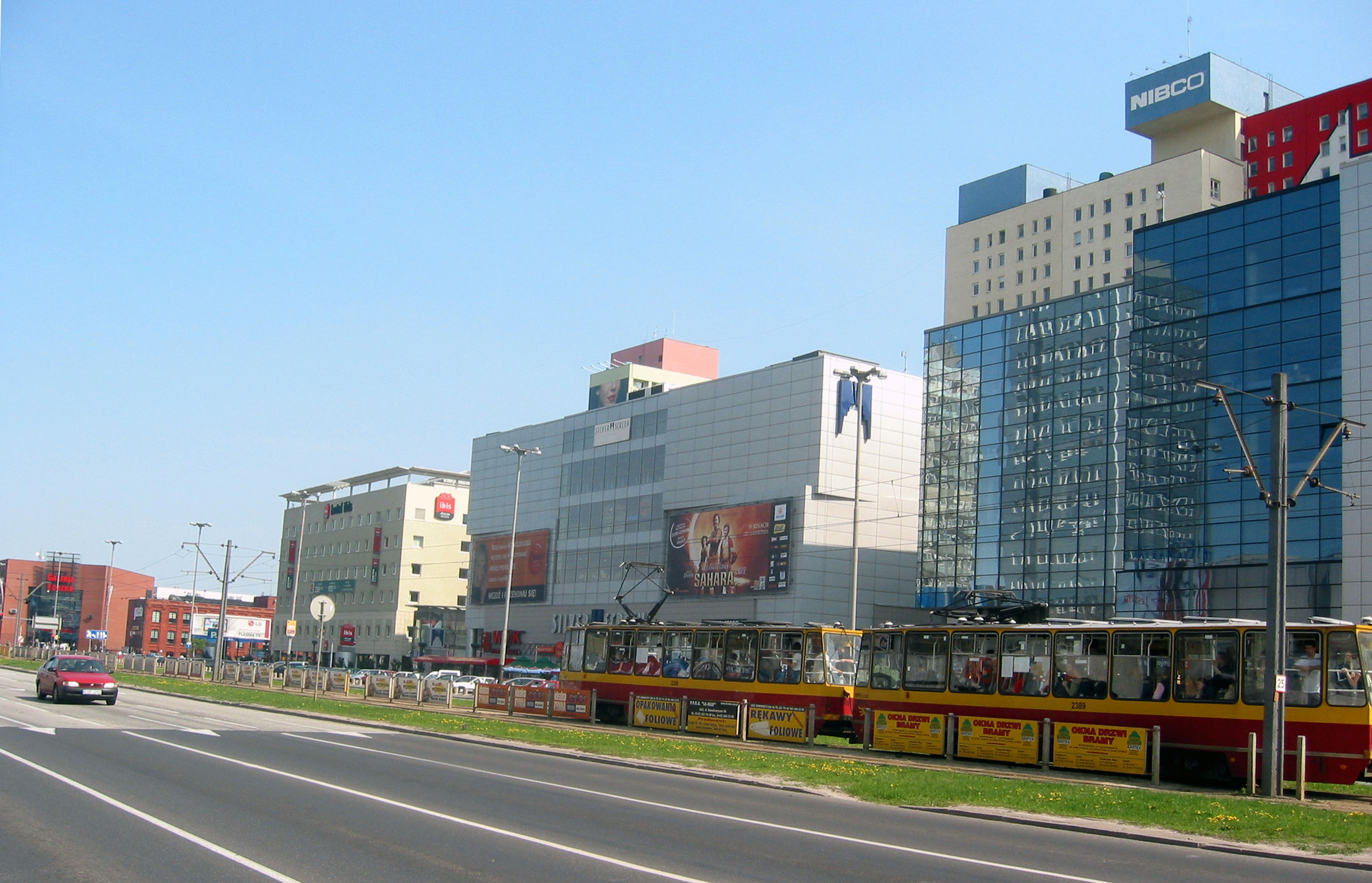
al. Piłsudskiego

Śródmieście – do 31 grudnia 1992 r. dzielnica Łodzi, licząca 6,8 km², zamieszkana przez ok. 62,4 tys. osób.

## Historia dzielnicy

### Dzielnica Śródmieście 1946–1954
Dzielnica administracyjna Śródmieście została utworzona na mocy uchwały Rady Narodowej m. Łodzi z dnia 27 maja 1946 jako jedna z 3 powstałych wtedy dzielnic Łodzi.
Podział miasta oparto wówczas na kryterium granic naturalno–krajobrazowych, jakimi były linia kolei obwodowej oraz pas wyburzeń między śródmieściem a północną częścią miasta.
Kierując się tym kryterium utworzono dzielnice: Północ, Południe i Śródmieście.
Dzielnica Śródmieście od wschodu, południa i zachodu ograniczona była torami kolei obwodowej
– od wschodu i południa granica ta pokrywała się z granicą miasta Łodzi z lat 1915–1939 oraz 1945–1946.
Od strony północnej granica dzielnicy biegła początkowo wzdłuż ulic Telefonicznej, Północnej, Ogrodowej i Srebrzyńskiej. W następnych latach ulegała ona drobnym korektom.

### Dzielnica Śródmieście 1954–1960
Z dniem 1 stycznia 1954 wprowadzono podział Łodzi na 7 dzielnic. Zasięg dzielnicy Śródmieście został znacznie zmniejszony.
Zachodnią granicą dzielnicy stała się linia ulic Piotrkowskiej i Nowomiejskiej, od placu Reymonta do ul. Północnej.
Granica północna biegła ulicami: Północną, Solną, Pomorską, do Konstytucyjnej.
Granica wschodnia biegła ulicą Konstytucyjną do torów kolei Łódź – Koluszki,
następnie wzdłuż torów do ul. Kopcińskiego,
stąd wzdłuż toru bocznicy kolejowej „scheiblerowskiej” (obecny bieg ul. Wydawniczej) i dalej wzdłuż linii obecnej alei Śmigłego-Rydza do ul. Milionowej.
Granica południowa biegła ulicami: Milionową, Łęczycką i Przybyszewskiego, do placu Reymonta.

### Dzielnica Śródmieście 1960–1992
Od 1 stycznia 1960 r. wprowadzono kolejną korektę podziału administracyjnego.
Dzielnica Śródmieście uległa redukcji, poprzez wyłączenie z niej:
– okolicy Wodnego Rynku (plac Zwycięstwa), na wschód od ulicy Dowborczyków, oraz całości terenów dawnych Zakładów Scheiblerowskich, aż po ulicę Piotrkowską w rejonie katedry; obszary te zasiliły dzielnicę Widzew,
– pasa pomiędzy ulicami Przybyszewskiego a Milionową, przekazanego do nowo powstałej dzielnicy Górna.
Pewną rekompensatą terenową było włączenie do dzielnicy „Śródmieście” następujących obszarów:
– pasa pomiędzy ulicami Pomorską a Północną i Telefoniczną (od ul. Solnej do dzisiejszego „Lumumbowa”) ze zlikwidowanej wówczas dzielnicy „Staromiejska”
– pasa pomiędzy ulicami Piotrkowską a Wólczańską – od Czerwonej na południu do ul. Próchnika na północy, na szkodę dzielnicy Polesie oraz likwidowanej dzielnicy Ruda
– kwartału pomiędzy ulicami: Próchnika, Piotrkowską-Nowomiejską, Ogrodową i Gdańską, również ze stratą dla dzielnicy Polesie.
W tej postaci dzielnica Śródmieście dotrwała do końca 1992 roku, czyli do czasu unifikacji gminy Łódź pod względem administracyjnym.

## Podział administracyjny dawnej dzielnicy
Na terenie Śródmieścia wyróżnić można dwa osiedla administracyjne:
- Śródmieście-Wschód
- Katedralna

## Zabytki i miejsca charakterystyczne
Na terenie dzielnicy Łódź-Śródmieście znajdują się m.in.:
- Reprezentacyjna ulica miasta – Piotrkowska, z eklektycznymi i secesyjnymi kamienicami z XIX i XX w.
- plac Wolności z klasycystycznym ratuszem z 1827 r., jeden z nielicznych na świecie placów w kształcie ośmiokąta foremnego
- Pasaż Meyera – prywatna ulica z eklektycznymi rezydencjami z 1886 r. (obecnie ul. St. Moniuszki)
- Aleja marsz. Józefa Piłsudskiego jest to jedna z głównych – przelotowych tras w Śródmieściu która łączy Widzew-Wschód z Retkinią; to przy niej znajdują się wysokie drapacze chmur, centrum handlowe Galeria Łódzka, Centrum Biznesu, Multiplex razem z Centrum Rozrywki, Hotel Ibis i centrum księgowo-usługowe Infosys.
- Śródmiejska Dzielnica Mieszkaniowa – jest to kompleks wieżowców, w których znajdują się biura i mieszkania.
- Neobarokowy pałac Juliusza Heinzla z 1882 r. przy ul. Piotrkowskiej 104 (obecnie siedziba władz miejskich)
- Pałac Jakuba Hertza z 1898 r. przy al. Kościuszki (obecnie rektorat Uniwersytetu Medycznego)
- Teatry: Wielki na pl. Dąbrowskiego, im. S. Jaracza przy ul. Jaracza, Nowy przy ul. Więckowskiego, Powszechny przy ul. Legionów, Muzyczny przy ul. Północnej
- Świątynie:

– kościół rzymskokatolicki św. Józefa, drewniany, z 1768 r. przy ul. Ogrodowej (przeniesiony ze Starego Miasta)
– neoromański kościół rzymskokatolicki Podwyższenia Świętego Krzyża z 1880 r. przy ul. Sienkiewicza
– neobizantyjska cerkiew prawosławna św. Aleksandra Newskiego z 1884 r. przy ul. Kilińskiego
– neorenesansowy kościół luterański Świętej Trójcy z 1891 r. na placu Wolności; od 1945 r. kościół rzymskokatolicki Zesłania Ducha Świętego
– neoromański kościół luterański św. Jana z 1884 r. przy ul. Sienkiewicza; od 1945 r. kościół rzymskokatolicki Najświętszego Imienia Jezus oo. jezuitów
– neogotycka rzymskokatolicka Bazylika Archikatedralna św. Stanisława Kostki z 1912 r. przy ul. Piotrkowskiej i pałac biskupi
- Grób Nieznanego Żołnierza przy ul. Piotrkowskiej 265
- dworzec kolejowy Łódź Fabryczna
- Galeria Wielkich Łodzian – jedyna chyba tego typu w Europie, tak oryginalna w formie i lokalizacji, ze znaną w całej Polsce Ławeczką Tuwima przy ulicy Piotrkowskiej
- Największe graffiti na świecie – umieszczone na ścianie o powierzchni ponad 900 m kw. przy ul. Piotrkowskiej 152; rekord wpisany został do Księgi rekordów Guinnessa